# ORS-5
ORS-5 ou SensorSat est un micro-satellite militaire américain conçu par l'Operationally Responsive Space Office pour le compte de l'Armée de l'Air américaine. Ce petit satellite de 113 kg surveille depuis l'orbite basse les engins spatiaux circulant en orbite géostationnaire à l'aide d'un télescope optique. Il a été placé en orbite en août 2017 et sa mission doit durer 3 ans et demi. 

## Historique
ORS-5 est un engin spatial développé pour remplir les objectifs assumés actuellement par le satellite SSBS-1 qui arrive en fin de sa durée de vie prévisionnelle fixée à 7 ans. Cet engin à cout réduit (87,5 millions US$ dont 49 MUS$ pour le satellite, 11,3 MUS$ pour le segment au sol et 27,2 MUS$ pour le lanceur) doit permettre d'attendre le développement du remplaçant de SSBS-1 pour lequel aucun budget n'a été dégagé courant 2017 et qui ne sera donc pas disponible avant le début de la décennie 2020. ORS-5 est un engin développé par l'Operationally Responsive Space Office qui conçoit pour le compte de l'Armée américaine des engins à faible cout utilisant des composants disponibles dans le commerce. Il est réalisé par le Laboratoire Lincoln du Massachusetts Institute of Technology.

## Caractéristiques techniques
ORS-5 est un micro satellite de 113 kg stabilisé 3 axes qui ne dispose d'aucune propulsion. Il circule sur une orbite basse (600 km d'altitude) équatoriale (inclinaison orbitale 0°). Il utilise un télescope optique pointé vers l'orbite géostationnaire qui défile au fur et à mesure de la rotation du satellite autour de la Terre. Pour repérer les satellites, le satellite utilise la technique GeOST (Geometry Optimized Space Telescope) mise au point par le Laboratoire Lincoln du Massachusetts Institute of Technology. Elle consiste à modifier le pointage du télescope de manière que la zone observée défile à une vitesse identique à celle des satellites géostationnaires. Cette technique fait apparaitre les satellites comme des points nets sur fonds d'étoiles floues et permet d'utiliser un télescope 10 fois moins puissant qu'avec une technique d'observation traditionnelle

## Déroulement de la mission
Le satellite ORS-5 a été placé en orbite le 26 aout 2017 par un lanceur léger américain Minotaur IV  qui a décollé depuis la base de lancement de Cape Canaveral. La durée de vie prévue est de 3,5 ans. 